# オレンジユース
『オレンジユース』は、Da-iCEの楽曲。2024年11月11日にリリースされた。

## 概要
Amazon Originalドラマ『【推しの子】』第3話主題歌として、登場人物の黒川あかねをイメージして書き下ろされた楽曲で、劇中で黒川あかねを演じる茅島みずきが参加している。
【推しの子】ドラマシリーズは、Amazonと東映による【推しの子】を実写映像化する共同プロジェクトで、ドラマシリーズをPrime Videoにて2024年11月28日(木)21時よりプライム会員向けに世界独占配信、その続きとなる映画を東映配給にて同年の12月20日(金)より全国公開になった。